# Ocyusa canadensis
Ocyusa canadensis är en skalbaggsart som beskrevs av Lohse in Lohse, Klimaszewski och Ales Smetana 1990. Ocyusa canadensis ingår i släktet Ocyusa och familjen kortvingar. Inga underarter finns listade i Catalogue of Life.